# Морнарица НОВЈ
Морнарица НОВЈ била је једна од три вида било Народноослободилачке војске Југославије. Формирана је у Подгори је 28. децембра 1942.  Указом маршала Југославије Јосипа Броза Тита од 1. марта 1945. Народноослободилачка војска и партизански одреди Југославије (НОВ и ПОЈ) реорганизовани у Југословенску армију (ЈА), а Морнарица НОВЈ у Југословенску морнарицу.

## Историјат
Активности на мору почеле су илегалним партизанским поморским везама у средњој Далмацији у јуну 1941; у Словеначком приморју основана је омладинска саботажна група, а у мају 1941. основан је Морнарички одред Баошићи (Бока которска). Интензивнији напади на непријатељски поморски саобраћај почели су почетком 1942. Почетком јуна 1942. у Затону (крај Шибеника) формирана је Приморска чета; готово на свим већим отоцима основане су партизанске чете и групе; прва партизанска поморска јединица био је Минерски одред формиран у јулу 1942; од блоковских партизана у децембру је формиран Приморски вод; наредбом Врховног команданта од 18. децембра 1942. при Штабу IV оперативне зоне Хрватске основана је Секција за ратну морнарицу. У Подгори је 28. децембра 1942. основана прва Морнаричка станица, а 23. јануара 1943. Први морнарички одред, који је у свом саставу имао прву партизанску флотилу; у септембру 1943. формиране су морнаричке команде НОВЈ. Наредбом Врховног команданта 18. октобра 1943. основана је Морнарица НОВЈ (командант Јосип Черни); Штаб морнарице у Хвару био је потчињен 8. корпусу; Флоту је чинило 10. н. бр., 30 патролних чамаца, око 200 помоћних бродова и више пароброда (нпр. Бакар), те неколико обалних батерија и противоклопних на острвима. Обално подручје (Соча-Бојана) подијељено је 10. новембра 1943. у шест поморских обалских сектора (I и VI ПОС нису дјеловали). За одбрану острва средње и јужне Далмације Штаб 8. корпуса формирао је оперативне штабове (укључене су и флотиле IV и V ПОС-а); Главни штаб чинио је Штаб Морнарице НОВЈ и Штаб 26. дивизије. Одлуком Врховног команданта од 20. јануара 1944. да се острво Вис утврди и брани, Штаб морнарице потчињен је Врховном штабу на Вису; Вис је постао главна војнопоморска база у борбама за ослобођење обале и острва средње Далмације. При 9. корпусу формирана је у септембру 1944. Морнаричка група у Словенији; нешто послије формиран је и Морнарички одред Копер. Од 20. септембра 1944. острво Вис постао је оперативна база Морнарице НОВЈ; формиран је Кварнерски одред морнаричке пјешадије (8. новембар) и Кварнерски помоћни састав (9. новембар). До краја 1944. у Словенском приморју основани су морнарички одреди V ПОС-а и батаљон морнаричке пјешадије. Прва морнаричка јединица на ријекама била је Морнаричка (Поморска) чета основана 11. септембра 1944. при Главном штабу НОВ и ПО Војводине; Морнаричка база у Кладову, формирана 12. октобра 1944; у Београду је 2. новембра 1944. основана је Команда речне пловидбе (претеча Ријечне ратне флотиле) као орган Повјереништва саобраћаја НКОЈ-а (морнаричке базе у Кладову, Новом Саду и Шапцу). Морнарица НОВЈ 1. марта 1945. преименована је у Југославенску морнарицу, а реорганизирана је 16. марта; укинути су поморски обалски сектори, основане су поморске команде Југословенске морнарице са својим флотилама; а затим и Команда флоте; имала је школе и курсове, снажну обалну артиљерију и морнаричку пјешадију, организирану обалну службу осматрања и јављања, техничку службу с одредима за спашавање пловних објеката, метеоролошку, хидрографску и друге службе. У завршним операцијама за ослобођење Хрватског приморја и Истре морнаричке снаге имале су значајну улогу. На завршетку рата Југословенска имала је: 11 ратних бродова, 8 аоружаних бродова., 66 патролних чамаца, 24 пароброда, 159 моторних једрењака и мањих помоћних бродова те око 14 000 људи. Године 1946. преименована је у Југославенску ратну морнарицу (ЈРМ). – НОВЈ имала је систем школовања кадрова прилагођен развоју Ратне морнарице. Прво организирано школовање започело је Сигналним курсом при V ПОС-у (Вела Лука, октобар-децембар 1943); слиједе Радио-телеграфски курс, Поморски курс при IV ПОС-у и Припремни курс за стројаре, ложаче и мотористе (Вис, 1944), Курс за бродовође мале обалне пловидбе, Течај за службу везе и Течај за подофицире стројаре (Монополи, 1944), Курс за бродовође обалне пловидбе (Вис, 1944), Официрски течај морнарице – за помоћне војне руководиоце, Моторни курс за људство трговачке морнарице, Основни стројарски течај, Течај за морнаре артиљеријске гране, Течај за бродаре и Основни стројарски течај (Монополи–Вис, 1944), Сигнални курс при IV ПОС-у, Диверзантски курс, Курс за бродовође обалне пловидбе и Курс за руководиоце лучких капетанија (Вис, 1944). Од 26. маја 1944. организацију и руковођење школовањем преузела је Управа школа и курсева Морнарице НОВЈ.